# Greatest Tits
Greatest tits è il primo cd dei Charlie & The Cats, pubblicato nel 1993, nella quale compaiono assieme al cantante Charlie Cinelli il bassista e cantante di origine inglese Alan Farrington ed il batterista Cesare Valbusa.

## Tracce
Tutti i brani sono di Charlie Cinelli, Alan Farrington e Cesare Valbusa
1. La Pappatoia - 0.58
2. Nom al Stadio - 3.43
3. Va Gina - 3.46
4. Get Down - 3.30
5. El Gat de Paol - 3.52
6. Il Film Siamo Noi - 4.01
7. Chi non lavora fa bene - 0.11
8. Ahea - 3.56
9. Osti! - 3.22
10. Ninna nanna del malghese - 2.07
11. Porcona Mia - 2.09
12. Assistenci - 3.25
13. La Mura - 3.31
14. Tee Abdul - 3.39
15. Adelalà - 3.12
16. Attimpuri 5.55
17. Tafalamalamolama - 3.04
18. La Ranza - 4.27
19. Due in Uno - 4.11
20. Distrattamente - 1.01
21. Passera - 1.56
22. Little Girl - 3.30
23. El Papagalì - 2.31
24. Alla Radio - 3.29
25. Kerahadebala Ketghetadoh - 0.42
26. Sigola - 0.53